# Longhorn Network
«Longhorn Network (LHN)» — американский спортивный телевизионный канал, принадлежащий Техасскому университету и колледжу IMG. Канал был основан 26 августа 2011 года и транслировал игры университетской команды «Texas Longhorns», которые проходили в Остине.
Логотип был разработан во время весеннего футбольного матча 3 апреля 2011 года. На телеканале показываются различного рода спортивные мероприятия, в которых участвует команда лёгкой атлетики Техаса. Кроме спортивных телепрограмм, также идут познавательные передачи на культурные и академические темы.

## Провайдеры
Первым национальным провайдером, обслуживающим канал Longhorn, стала оптоволоконная компания Verizon Fios, которая предложила свои услуги в августе 2011 года. 31 августа 2012 года статус провайдера телеканала также получила и компания AT&T U-verse. Далее последовали более мелкие компании, такие как: Bay City Cablevision, Mid-Coast Cablevision, Texas Mid-Gulf Cablevision, En-Touch Systems, E-Tex Communications и Grande Communications .

### Соглашения

#### 2012
4 октября 2012 года корпорация Cablevision, основанная в Нью-Йорке, начала подключать телеканал LHN к своим вещательным серверам в Соединенных Штатах, но в сделку не входило вещание в самом Нью-Йорке. Через два месяца (12 декабря) канал добавил новый провайдер — Cox Communications, который предполагал долгосрочное сотрудничество с телевизионной сетью. 31 декабря 2012 года компания Charter Communications объявила, что готова добавить LHN в список предоставляемых телеканалов в рамках широкомасштабной сделки.

#### 2013
8 августа 2013 года компания Time Warner Cable заявила, что начнёт вводить телеканал в пределах своего района вещания.

#### 2014
3 марта 2014 года The Walt Disney Company и Dish Network объявили о сделке с каналом, в которой говорилось, что они подключат телеканал к своим сетям в рамках нового дистрибьюторского соглашения. 28 мая того же года LHN стал доступен спутниковому провайдеру. 23 декабря 2014 года DirecTV объявила о соглашении с The Walt Disney Company, что и сыграло большую роль в качестве вещания LHN.

#### 2015
21 января 2015 года LHN и Fusion были запущены на серверах DirecTV. Теперь телеканал стал доступен в популярных спортивных пакетах по всей стране.

#### 2017
В мае 2017 года компания DirecTV уменьшила территорию показа передач LHN, но в спутниковом телевидении телеканал по прежнему транслировался по всей стране.

#### Вещание
Телеканал хоть и имеет присутствие на телевидении, но функционирует как «кино по подписке», то есть, чтобы подключить канал, требуется оформить подписку на официальном сайте или у провайдера за отдельную плату. Территория вещания ограничена так называемой «Big 12 Conference», специальным соглашением о вещании канала не во всей стране, а только в определенных штатах. По данным консультанта Патрика Райана, телеканал имеет около 10 миллионов потенциальных зрителей; он считает, что, если увеличить площадь вещания и убрать платную подписку, то их может стать намного больше.

## Передачи

### Регулярные
- «Longhorn Extra: на этой неделе» (англ. Longhorn Extra: This Week) – еженедельная трансляция, посвященная новостям о 20 командах университета.
- «Перемотка назад с Томом Херманом» (англ. Rewind with Tom Herman) –  программа в понедельник, в которой представлен анализ футбольных игр прошлой недели.
- «Texas All Access» – еженедельный инсайдерский показ спортивных команд Longhorns.
- «План игры с Томом Херманом» (англ. Game Plan with Tom Herman) – предварительный анализ будущей футбольной игры.
- «Игровой день в Техасе» (англ. Texas GameDay) – двухчасовое предыгровое шоу.
- «Финал игрового дня в Техасе» (англ. Texas GameDay Final) – 90-минутный пост-игровой показ.
- «Longhorn Legends» – круглый стол с футбольным тренером команды.
- «The Season: 2005 Texas Longhorns» – подробный обзор футбольного сезона.
- «Величайшие игры Техаса» (англ. Texas' Greatest Games) – 10 лучших матчей.
- «Величайшие спортсмены Техаса» (англ. Texas' Greatest Athletes) – программа, рассказывающая о выпускниках школы, считающихся лучшими спортсменами (во всех видах спорта).
- «Традиции» (англ. Traditions) – передача о спортивных традициях университета.

### Спорт
Первое спортивное мероприятие, которое транслировал канал, было показано в 2011 году. Позже с 3 сентября того же года канал стал транслировать в прямом эфире футбольные матчи, в которых команда Longhorns соперничала с другими университетскими командами. Longhorn Network через некоторое время стали транслировать передачи других соревнований, в которых не участвовала команда Longhorns. Большинство спортивных матчей показывает операторская команда Longhorn Network Operations, которая осуществляет и их трансляцию с места события.